# Łajs
Łajs (deutsch Layß) ist ein kleiner Ort in der polnischen Woiwodschaft Ermland-Masuren und gehört zur Gmina Purda (Landgemeinde Groß Purden) im Powiat Olsztyński (Kreis Allenstein).

## Geographische Lage
Łajs liegt zwischen Layßer und Kösnick-See (polnisch Jezioro Łajskie/Jezioro Kośno) in des südwestlichen Mitte der Woiwodschaft Ermland-Masuren, 33 Kilometer nordöstlich der früheren Kreisstadt Neidenburg (polnisch Nidzica) bzw. 20 Kilometer südöstlich der jetzigen Kreismetropole Olsztyn (Allenstein).

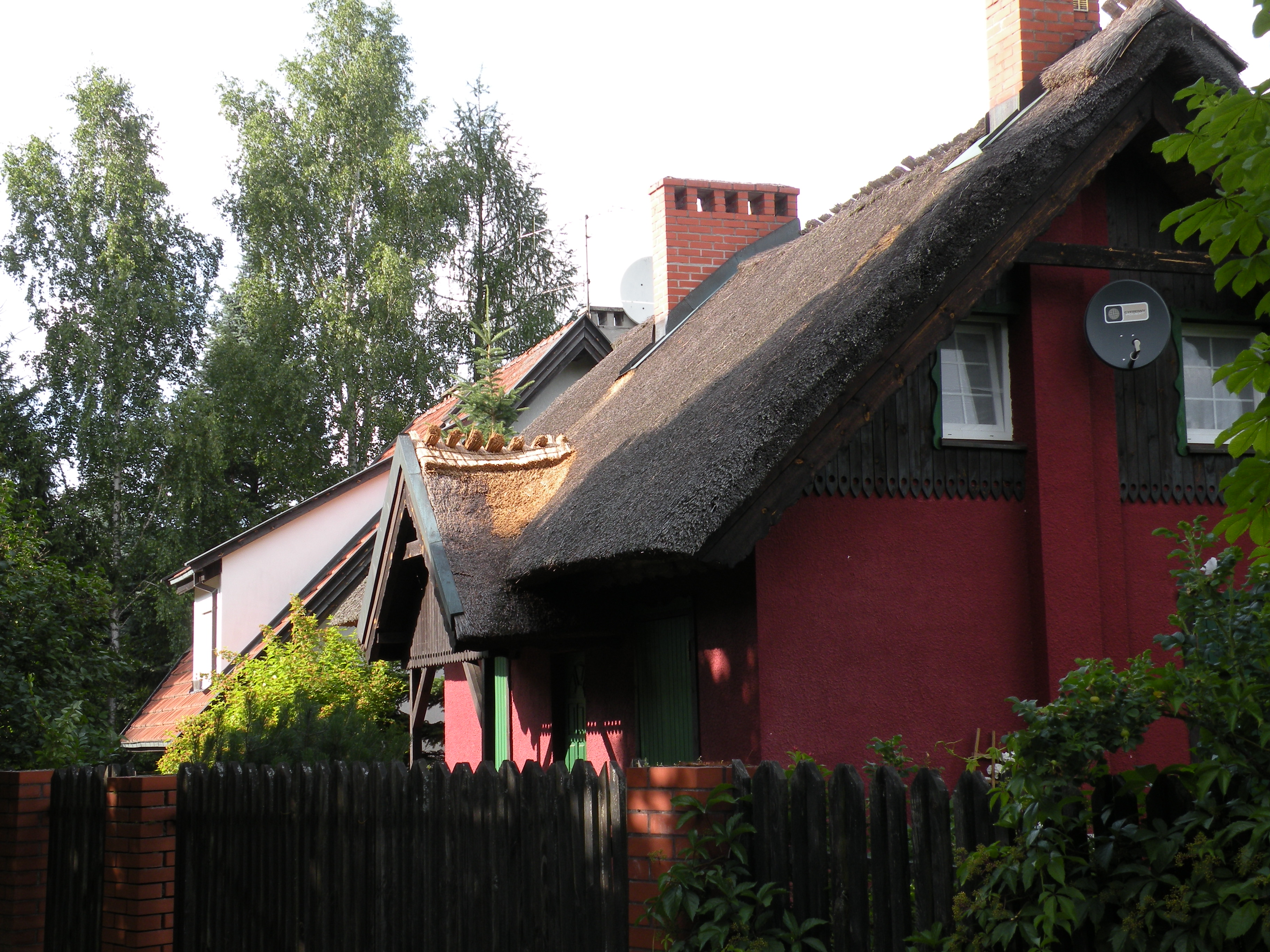
Reetgedecktes Haus in Łajs

## Geschichte
Das kleine Dorf Layß (nach 1871 Layss) wurde 1708 gegründet. Die Landgemeinde Layß wurde 1874 in den Amtsbezirk Balden (polnisch Bałdy) eingegliedert, der bis 1945 bestand und zum ostpreußischen Kreis Neidenburg gehörte. 233 Einwohner waren im Jahre 1910 in Layß gemeldet. Ihre Zahl stieg bis 1933 auf 243 und belief sich 1939 auf 217.
Mit dem gesamten südlichen Ostpreußen wurde Layß 1945 in Kriegsfolge an Polen überstellt. Der Ort erhielt die polnische Namensform „Łajs“ und ist heute eine Ortschaft innerhalb der Landgemeinde Purda (Groß Purden) im Powiat Olsztyński (Kreis Allenstein), bis 1998 der Woiwodschaft Olsztyn, seither der Woiwodschaft Ermland-Masuren zugehörig. Im Jahre 2011 zählte Łajs 33 Einwohner.

## Kirche
Bis 1945 war Layß in die evangelische Kirche Neu Bartelsdorf (polnisch Nowa Wieś) in der Kirchenprovinz Ostpreußen der Kirche der Altpreußischen Union, außerdem in die römisch-katholische Kirche Wuttrienen (polnisch Butryny) im Bistum Ermland eingepfarrt.
Heute gehört Łajs weiterhin zur Pfarrkirche in dem jetzt Butryny genannten Dorf, nunmehr dem Erzbistum Ermland zugehörig. Evangelischerseits gehört das Dorf jetzt zur Pfarrei Pasym (Passenheim) mit der Filialgemeinde Jedwabno (1938 bis 1945 Gedwangen) in der Diözese Masuren der Evangelisch-Augsburgischen Kirche in Polen.

## „Grenze der Einheit“

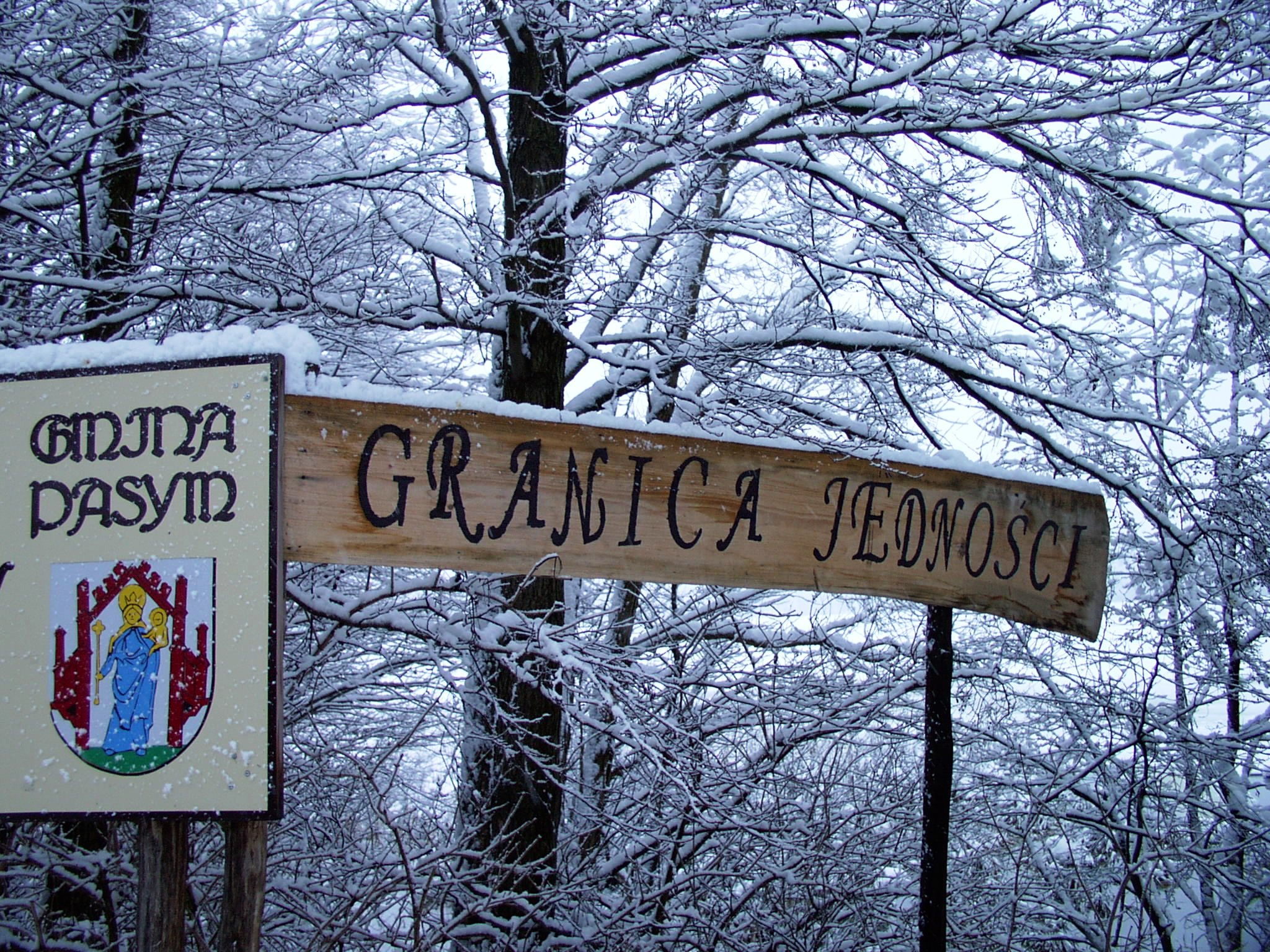
Schild „Grenze der Einheit“

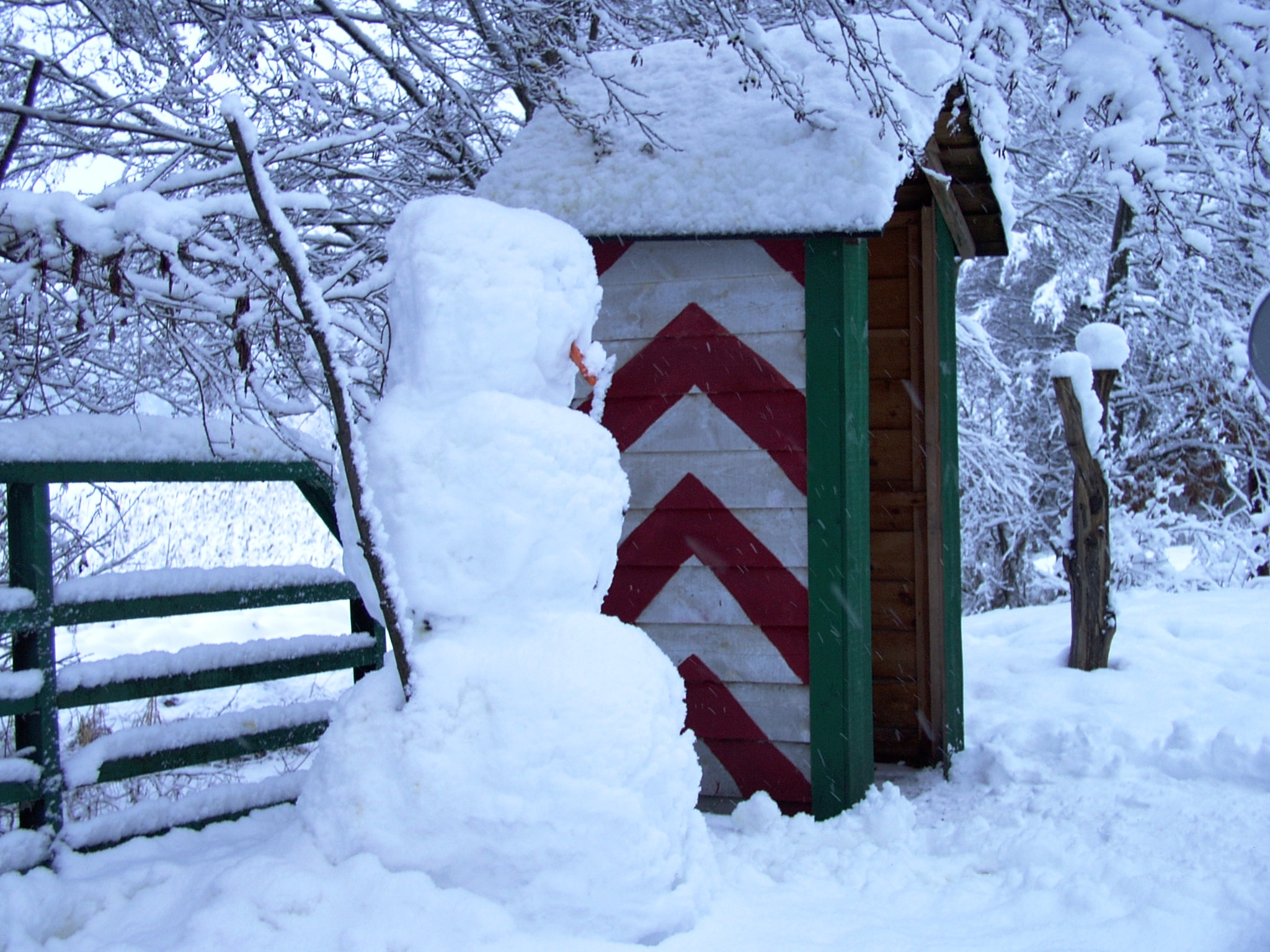
„Grenzübergangsstelle“

Im Zusammenhang der Erweiterung der Europäischen Union im Jahre 2004 wurde die historische Grenze zwischen dem Ermland und Masuren in Erinnerung gebracht. Innerhalb des Projekts „Granica Jedności“ („Grenze der Einheit“) zwischen 2004 und 2006 errichtete man ein Gedenkkreuz, schuf einen symbolischen Grenzübergang und stellte Gedenktafeln auf, begleitet von kulturellen und kirchlichen Veranstaltungen.

## Verkehr
Łajs liegt abseits vom großen Verkehrsgeschehen im masurischen Grenzgebiet. Von Nowa Wieś (Neu Bartelsdorf) aus führt eine Nebenstraße über Kopanki (Kopanken) nach Łajs. Eine Anbindung an den Bahnverkehr besteht nicht.

## Persönlichkeiten
- William Salloch (1906–1990), deutschamerikanischer Buchantiquar
- Reinhold Mendritzki (1931–2014), Unternehmer und Philanthrop

## Belege
1. 1 2  Wieś Łajs w liczbach (polnisch)
2. ↑  Polnisches Postleitzahlenverzeichnis 2013 (Memento des Originals vom 13. Oktober 2023 im Internet Archive)  Info: Der Archivlink wurde automatisch eingesetzt und noch nicht geprüft. Bitte prüfe Original- und Archivlink gemäß Anleitung und entferne dann diesen Hinweis., S 686 (polnisch)
3. ↑  Dietrich Lange, Geographisches Ortsregister Ostpreußen (2005): Layß
4. ↑  Rolf Jehke, Amtsbezirk Balden
5. ↑  Uli Schubert, Gemeindeverzeichnis, Landkreis Neidenburg
6. ↑  Michael Rademacher: Ortsbuch, Landkreis Neidenburg. Online-Material zur Dissertation, Osnabrück 2006. In: eirenicon.com. Abgerufen am 10. Mai 2023.
7. ↑  Walther Hubatsch, Geschichte der evangelischen Kirche Ostpreußens, Band 3 Dokumente, Göttingen 1968, S. 490
8. ↑  Kreis Neidenburg bei der AGOFF